# 40. šachová olympiáda
40. šachová olympiáda, (nebo Šachová olympiáda 2012 či Šachová olympiáda v Istanbulu) byl již 40. ročník šachové olympiády pořádanou Mezinárodní šachovou federací (FIDE), která proběhla v tureckém Istanbulu od 27. srpna do 10. září 2012. Turnaj byl rozdělen na otevřenou (mužskou) a ženskou sekci. Dříve se zde již konala 34. šachová olympiáda (2000).
Zúčastnilo se více než 1700 hráčů, 157 týmů v otevřené sekci a 127 týmů v ženské sekci. Hlavní soutěžní akce se konaly na Istanbulském výstavišti. Hlavním rozhodčím akce byl řecký mezinárodní arbitr Panagiotis Nikolopoulos.
Mužskou sekci vyhrál tým Arménie před Ruskem a Ukrajinou, ženskou sekci pak vyhrál ruský tým před čínským a ukrajinským. Nejvyšší výkon měli Šachrijar Mamedjarov (v mužské části), který měl výkon 2880 Elo bodů a Naděžda Kosinceva (v ženské části), která měla výkon 2693 Elo bodů.

## Výsledky

### Otevřená část
| #  | Země        | Hráči                                                                                | Průměrný rating | Zápasové body | dSB   |
| -- | ----------- | ------------------------------------------------------------------------------------ | --------------- | ------------- | ----- |
| 1  | Arménie     | Aronjan, Movsesjan, Akopjan, Sarkisjan, Petrosian                                    | 2724            | 19            | 397.0 |
| 2  | Rusko       | Kramnik, Griščuk, Karjakin, Tomaševskij, Jakovenko                                   | 2769            | 19            | 388.5 |
| 3  | Ukrajina    | Ivančuk, Ponomarjov, Volokitin, Eljanov, Moiseenko                                   | 2730            | 18            |       |
| 4  | Čína        | Wang Chao, Wang Yue, Ding Liren, Bu Xiangzhi, Li Chao                                | 2694            | 17            | 390.5 |
| 5  | USA         | Nakamura, Kamsky, Oniščuk, Akobian, Robson                                           | 2702            | 17            | 361.0 |
| 6  | Nizozemsko  | Giri, van Wely, Sokolov, Smeets, Stellwagen                                          | 2682            | 16            | 329.0 |
| 7  | Vietnam     | Lê Quang Liêm, Nguyen Ngoc Truong Son, Nguyễn Văn Huy, Nguyễn Đức Hòa, Dao Thien Hai | 2589            | 16            | 313.5 |
| 8  | Rumunsko    | Lupulescu, Parligras, Marin, Vajda, Nevednichy                                       | 2600            | 16            | 310.0 |
| 9  | Maďarsko    | Leko, Almasi, Polgárová, Berkes, Balogh                                              | 2708            | 15            | 368.0 |
| 10 | Ázerbájdžán | Radžabov, Safarli, Mamedjarov, Mamedov, Guseinov                                     | 2693            | 15            | 344.0 |

### Ženská část

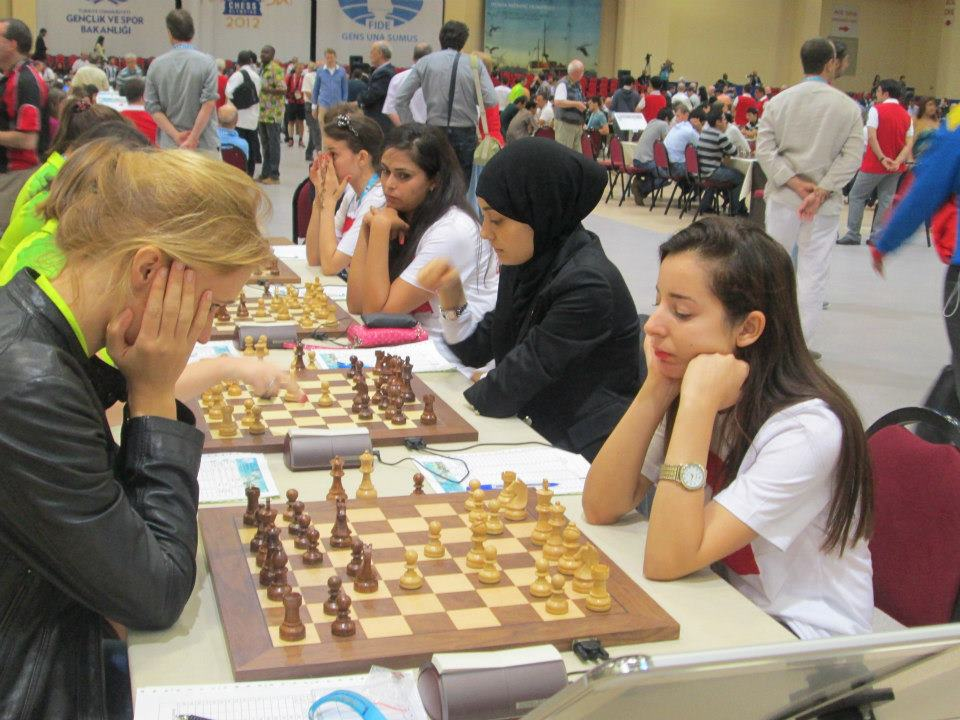

| #  | Země     | Hráčky                                                            | Průmerný rating | Zápasové body | Sonnenborg-Berger |
| -- | -------- | ----------------------------------------------------------------- | --------------- | ------------- | ----------------- |
| 1  | Rusko    | T. Kosinceva, Guninová, N. Kosinceva, Kostěňuková, Pogoninová     | 2513            | 19            | 450.0             |
| 2  | Čína     | Hou Yifan, Zhao Xue, Ťü Wen-ťün, Huang Qian, Ding Yixin           | 2531            | 19            | 416.0             |
| 3  | Ukrajina | Lagnová, Muzyčuková, Žukovová, Ušeninová, Janovská                | 2471            | 18            |                   |
| 4  | Indie    | Dronavalli, Karavade, Sachdev, Gomes, Soumya                      | 2412            | 17            |                   |
| 5  | Rumunsko | Foisor, Bulmaga, Cosma, L'Ami, Sandu                              | 2377            | 16            | 313.5             |
| 6  | Arménie  | Danielian, Mkrtchian, Galojan, Kursova, Hairapetian               | 2404            | 16            | 313.0             |
| 7  | Francie  | Skripchenko, Milliet, Maisuradze, Collas, Bollengier              | 2350            | 15            | 347.5             |
| 8  | Gruzie   | Dzagnidze, Khotenashvili, Javakhishvili, Khurtsidze, Batsiashvili | 2390            | 15            | 344.0             |
| 9  | Írán     | Pourkashiyan, Khademalsharieh, Hejazipour, Hakimifard, Ghaderpour | 2267            | 15            | 339.0             |
| 10 | USA      | Zatonskih, Krush, Foisor, Goletiani, Abrahamyan                   | 2419            | 15            | 326.0             |